# Albert Fert
Albert Louis François Fert, född 7 mars 1938 i Carcassonne, Frankrike, är en fransk fysiker. Han mottog 2007 års Nobelpris i fysik tillsammans med Peter Grünberg "för upptäckten av jättemagnetoresistans". För närvarande (2021) är han professor emeritus vid Paris-Saclay University i Orsay, vetenskaplig chef för ett gemensamt laboratorium (Unité mixte de recherche) mellan Centre national de la recherche scientifique (Nationella vetenskapliga forskningscentret) och Thales Group, samt adjungerad professor vid Michigan State University.
Fert tilldelades 2006/2007 Wolfpriset i fysik tillsammans med Grünberg.

## Biografi
Fert utexaminerades 1962 vid École Normale Supérieure i Paris. Där följde han föreläsningar av stora fysiker som Alfred Kastler eller Jacques Friedel, och var passionerad av fotografi och film (han var en stor beundrare av Ingmar Bergmans arbete).
Efter examen från École Normale Supérieure studerade han vid Universitetet i Grenoble och 1963 disputerade han vid Universitetet i Paris med en avhandling som utarbetats vid den grundläggande fakulteten för elektroniska vetenskaper vid Orsay och på det fysiska spektrometrilaboratoriet vid Grenoble Faculty of Sciences.
Efter sin återkomst från militärtjänsten 1965, blev han biträdande professor vid Orsay-fakulteten vid Universitetet i Paris XI (Université Paris-Sud), och med handledning av Ian Campbell inom fakultetens laboratorium för fasta tillståndets fysik förberedde han sig för en doktorsexamen i fysikaliska vetenskaper som ägnades åt egenskaperna hos elektriska transporter i nickel och järn, som han slutförde 1970, och blev professor där 1976.
Fert arbetade sedan som forskningschef vid universitetets fysiklaboratorium för kondenserad materia (1970–1995) innan han övergick till Unité Mixte de Physique, ett laboratorium som drivs gemensamt av Université Paris-Sud och teknikföretaget Thales.
År 1988 upptäckte Fert på Orsay i Frankrike och Peter Grünberg i Jülich i Tyskland, samtidigt och självständigt, jättemagnetoresistansen (GMR) hos de magnetiska multiskikten. Denna upptäckt känns igen som födelsen av spinntronik, en forskningsområde som ofta beskrivs som en ny typ av elektronik som utnyttjar inte endast elektronernas elektriska laddning utan också deras magnetism (deras spinn). Spinntronik har redan viktiga tillämpningar. Man vet att införandet av GMR-läshuvuden i hårddiskar har lett till en betydande ökning av deras kapacitet för lagring av information. Andra tillämpningar av spinntronik utnyttjas i M-RAM, som snart förväntas påverka teknologin i datorer och telefoner. År 2007 fick han tillsammans med professor Grünberg det kända Japanpriset (300.000 Euro) för sin upptäckt av GMR. Samma år fick de Nobelpriset i fysik och i oktober 2006 utsågs Fert till hedersdoktor vid institutionen för fysik vid universitetet i Kaiserslautern.
Albert Fert har lämnat många bidrag till utvecklingen av spinntronik och efter Nobelpriset 2007 utforskar han det framväxande utnyttjandet av topologiska egenskaper inom spinntronik. Hans senaste arbeten är på de topologiskt skyddade magnetiska solitoner som kallas skyrmioner och på omvandlingen mellan laddning och spinnström hos topologiska isolatorer.

## Utmärkelser
- IUPAP Magnetism Award and Néel Medal,  1994[5]
- James C. McGroddy-priset för nya material,  1994[20]
- Prix Jean Ricard,  1994[21]
- EPS Europhysics Prize,  1997
- CNRS guldmedalj,  2003[22]
- Hedersdoktor vid Technische Universität Kaiserslautern,  2006
- Clarivate Citation Laureates,  2006[23]
- Wolfpriset i fysik,  2006[24]
- Nobelpriset i fysik, med  Peter Grünberg,  2007[25][26]
- Japanpriset,  2007
- Hedersdoktor vid Universitetet i Zaragoza,  2008
- Hedersdoktor vid Université catholique de Louvain,  8 oktober 2008
- Hedersdoktor vid Universitat Autònoma de Barcelona,  2009[27]
- Hedersdoktor vid Bar-Ilan-universitetet,  23 maj 2012
- Kommendör av Hederslegionen,  november 2012[28]
- Hedersdoktor vid Université de Montréal,  2013
- Hedersdoktor vid Trinity College, Dublin,  12 december 2013
- Hedersdoktor vid RWTH Aachen,  2014
- Gay-Lussac Humboldt-priset,  2014
- Storkorset av Nationalförtjänstorden,  20 november 2015[29]
- Storofficer av Hederslegionen,  29 december 2022[30]
- Hedersdoktor vid Universitetet i Zagreb
- Hedersdoktor vid Baskiens universitet

[Redigera Wikidata]